# Melanagromyza nairobensis
Melanagromyza nairobensis este o specie de muște din genul Melanagromyza, familia Agromyzidae, descrisă de Spencer în anul 1959.
Este endemică în Kenya. Conform Catalogue of Life specia Melanagromyza nairobensis nu are subspecii cunoscute.